# Tagliamento
Tagliamento – rzeka we Włoszech, płynąca przez Friuli-Wenecję Julijską, należąca do zlewiska Morza Adriatyckiego.
Swe źródła ma na wysokości 1195 m n.p.m. w Alpach Karnickich. Jej długość wynosi 172 km, a powierzchnia zlewni 2700 km². Początkowo ma charakter górski. Jej dopływami są m.in. Degano, But i Fella. Przepływa przez Pinzano al Tagliamento, Casarsa della Delizia i Latisanę. W dolnym biegu silnie się rozgałęzia. Jest wykorzystywana w celach hydroenergetycznych.